# Grésil
Le grésil est un type de précipitations formé de pluie totalement gelée après être passée dans une couche épaisse d'air sous 0 °C. Les grains de glace ne dépassent pas 5 mm de diamètre, sont généralement sphériques, et rebondissent. Techniquement parlant, le grésil est formé de granules de glace et c'est pourquoi le code METAR utilisé pour le rapporter est PL. Cependant, une autre forme de grésil provient de nuages convectifs et son code METAR est alors SHGS ou SHPL.

## Forme principale

Effet du passage de flocons de neige à travers des couches chaudes (rouge) et froides (bleu) de différentes épaisseurs. De gauche à droite : neige, grésil de premier type, pluie verglaçante, pluie

En général, le grésil se forme avec un système météorologique synoptique (une dépression) où de l'air doux surmonte une épaisse couche froide près du sol. La neige qui tombe dans la masse d'air au-dessus du point de congélation va fondre. Cependant, en repassant dans la couche froide, les gouttes regèlent en granules. On obtient alors des granules translucides qui rebondissent sur toute surface où ils tombent. Le code METAR dans ce cas est PL.
Le grésil est généralement une période transitoire entre la neige et la pluie verglaçante. Il indique une situation dangereuse en altitude puisqu'on y retrouve des gouttes de pluie surfondue qui peuvent geler au contact d'un aéronef et causer du givre. Au sol, ce type de grésil est en général peu dangereux bien que glissant. Cependant, comme il est très dense, il est très difficile de l'enlever à la pelle, surtout si les accumulations sont importantes au sol.

## Forme secondaire
Il existe une seconde catégorie de grésil, il s'agit de gouttelettes de pluie surfondue dans un nuage convectif comme un cumulus bourgeonnant. Ces gouttes condensent éventuellement lorsque la température dans le nuage est trop basse ou lorsqu'elles rencontrent un noyau de congélation comme un flocon de neige. Cependant, le trajet dans le nuage n'est pas assez long pour qu'elles atteignent un diamètre important par accrétion. Si le niveau de congélation est élevé, elles fondront avant de retomber au sol. Ce niveau doit donc être assez près du sol, sans l'atteindre, pour que de petits granules de glace subsistent à la chute et tombent en averses. Il s'agit donc d'un type de précipitations qui se voit surtout au printemps et à l'automne.
La formation de ce second genre est similaire au début de la formation d'un grêlon. Cependant, il n'y a pas le passage dans des zones de densité de vapeur d'eau différentes qui permettent le grossissement en pelure d'oignon de ce dernier.  Le code METAR dans ce cas est soit SHPL ou SHGS selon l'endroit.

## Usage
Le premier phénomène, qui porte le code METAR PL, désigne des précipitations continues alors que le second est pour des averses (SH en METAR). Cependant, l'usage commun de ce terme varie avec l'endroit :
- au Canada, le grésil réfère surtout à la première forme, soit des précipitations de granules de glace qui se produit entre la neige et la pluie verglaçante[6],[7],[8]. Cependant, il est connu comme le second également[8] ;
- dans les pays francophones européens, le terme grésil est plutôt réservé à la seconde forme[5].

## Étymologie et caractéristique pratique
Au sol, l'occurrence de ce phénomène météorologique particulier est attestée anciennement par le mot lui-même entré au dictionnaire de l'Académie depuis 1694, et sans modification importante depuis, vraisemblablement à cause de son image sonore descriptive immédiatement reconnaissable,  croisée à l'aspect visuel. 
Le mot grésil est d'ailleurs un déverbal de grésiller selon le Centre national de recherche textuelle et linguistique,. Huysmans l'utilise dans ce sens : « Il grimpa sur l'impériale : la voiture ballottait (...) roulant sur les pavés avec un fracas terrible de ferrailles et un grésil de vitres secouées »,.
Ainsi le grésil grésille, et son grésillement qui se rapproche d'un crépitement ou d'un bruit de friture, le sépare en pratique :
- de la neige qui tombe à peine plus lentement, mais silencieusement et en amortissant même les bruits ;
- de la grêle qui tombe plus vite et avec des chocs plus sonores et moins nombreux ;
- de la pluie plus banalement reconnaissable à la chute des gouttes entièrement liquides et à leur bruit ;
- et ceci bien que les transitions existent entre chacun de ces phénomènes.